# Bäckenbotten

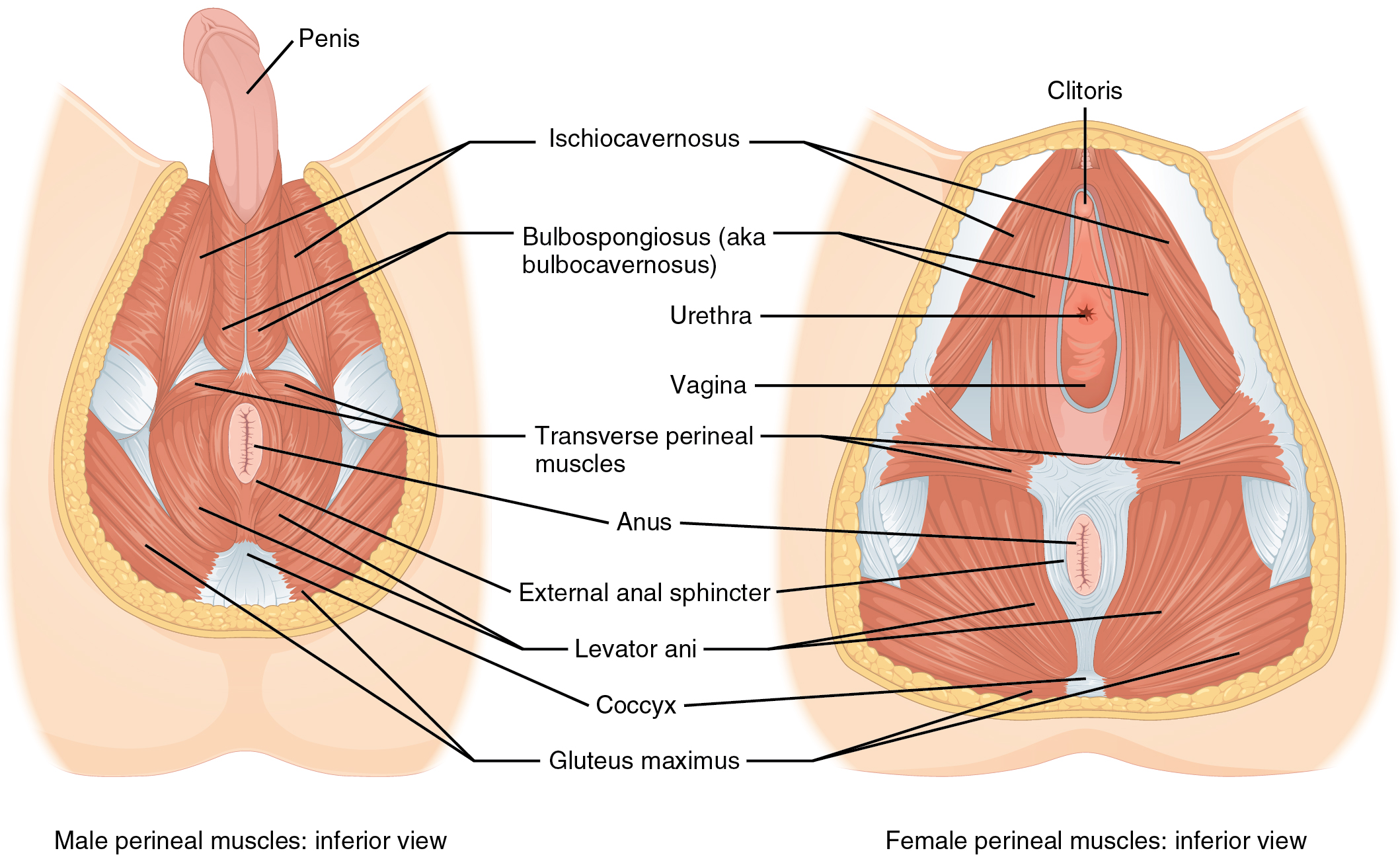
Översikt över bäckenbottenmuskulaturen

Bäckenbotten är muskelplattor i botten på bukhålan. Den har till uppgift att hålla upp de inre organen, och ge stöd till tarmen och blåsan, samt hos kvinnor även uterus och vagina. Bäckenbottenmuskulaturen består av musculus levator ani och musculus coccygeus. M. levator ani består i sin tur av musculus iliococcygeus, musculus pubococcygeus ("PC-muskeln") och musculus puborectalis. Muskulaturen i bäckenbotten tjänar till att lyfta densamma och därmed öka intrapelviskt och intraabdominellt tryck, vilket har en fysiologisk funktion vid forcerad andning, hosta, nysning, kräkning, urinering, defekation och förlossning.
Musklerna fungerar även som slutningsmuskler kring urinrör, slida och ändtarm. Vid en vaginal förlossning sträcks musklerna i bäckenbotten och kan bli skadade.   